# 28 mars
28 mars är den 87:e dagen på året i den gregorianska kalendern (88:e under skottår). Det återstår 278 dagar av året.

## Återkommande bemärkelsedagar

### Helgdagar
- Påskdagen firas i västerländsk kristendom för att högtidlighålla Jesu återuppståndelse efter korsfästelsen, åren 1869, 1875, 1880, 1937, 1948, 2027, 2032.

## Namnsdagar

### I den svenska almanackan
- Nuvarande – Malkolm och Morgan
- Föregående i bokstavsordning
  - Elma – Namnet infördes på dagens datum 1986, men utgick 2001.
  - Elmer – Namnet infördes på dagens datum 1986, men utgick 2001.
  - Malchus – Namnet fanns, till minne av en martyr från 200-talet, även i formen Malkus, på dagens datum fram till 1901, då det utgick.
  - Malkolm – Namnet infördes på dagens datum 1901 och fanns där fram till 1993, då det flyttades till 28 november. 2001 flyttades det dock tillbaka till dagens datum.
  - Morgan – Namnet infördes 1986 på 11 november. 1993 flyttades det till 22 september och 2001 till dagens datum.
- Föregående i kronologisk ordning
  - Före 1901 – Malchus eller Malkus
  - 1901–1985 – Malkolm
  - 1986–1992 – Malkolm, Elma och Elmer
  - 1993–2000 – Elma och Elmer
  - Från 2001 – Malkolm och Morgan
- Källor
  - Brylla, Eva (red.): Namnlängdsboken, Norstedts ordbok, Stockholm, 2000. ISBN 91-7227-204-X
  - af Klintberg, Bengt: Namnen i almanackan, Norstedts ordbok, Stockholm, 2001. ISBN 91-7227-292-9

### Finlandssvenska almanackan
- Nuvarande från 1929[1] – Sune
- I föregående revideringar[a][2]
  - inga ändringar sedan 1929

## Händelser
- 193 – Den romerske kejsaren Publius Helvius Pertinax blir mördad av praetoriangardet, efter att ha varit kejsare i knappt tre månader (sedan 1 januari). Hans besparingsreformer både inom det civila och militära har nämligen gjort honom impopulär, trots att han själv mutade gardet att mörda hans föregångare Commodus. Efter mordet säljer gardet kejsartiteln på auktion och samma dag blir Didius Julianus den som lyckas köpa den.
- 1241 – Vid Valdemar Sejrs död efterträds han som kung av Danmark av sin son Erik. Denne får sedermera tillnamnet Plogpenning, då han under sin regeringstid inför en särskild skatt på plogar.
- 1889 – Hemmansägaren Per Nilsson och hans mor Anna Månsdotter mördar Pers hustru Hanna i Yngsjö i Åhus i östra Skåne. Mordet får stor uppmärksamhet, då det vid de senare domstolsförhandlingarna framkommer, att modern har utsatt sonen för incest och att de därför har utfört mordet i samförstånd. På grund av detta benådas Per Nilsson från dödsstraff och får istället livstids straffarbete (han blir frigiven 1913 och avlider 1918). Anna Månsdotter döms däremot till döden för mordet och blir året därpå den sista kvinnan i Sverige, som blir avrättad.
- 1930 – Som ett led i turkifieringen av det 1923 grundade Turkiet införs ett dekret om att Istanbul och Ankara ska vara de enda namnen på de båda turkiska städer, som tidigare har haft diverse olika namn, men i västvärlden oftast har kallats Konstantinopel och Angora. De nya namnen blir snabbt förhärskande, även internationellt, eftersom det turkiska postverket vägrar dela ut försändelser, som är adresserade med de gamla stadsnamnen.
- 1939 – Nationalisterna intar under general Francisco Francos ledning den spanska huvudstaden Madrid. Den 31 mars är hela Spanien i deras händer och dagen därpå kapitulerar de sista republikanerna, vilket innebär, att spanska inbördeskriget är över.
- 1956 – 16 personer omkommer och 10 skadas då en rälsbuss kolliderar med ett godståg mellan Akkavare och Arvidsjaur.
- 1979 – Det amerikanska kärnkraftverket Three Mile Island utanför Harrisburg i Pennsylvania drabbas av en partiell härdsmälta i en av reaktorerna. Upprensningsarbetet tar tio år och reaktorn stängs för gott (medan den andra reaktorn stängdes 2019). Olyckan leder till debatt om kärnkraftens säkerhetsaspekter världen över. Bland annat tar Tage Danielsson upp den i sin filosofiska betraktelse Om sannolikhet och den blir ett ofta citerat inslag i debatten inför folkomröstning om kärnkraftens framtid i Sverige ett år senare.
- 2006 – Över en miljon studenter, fackföreningsmedlemmar och arbetslösa fransmän protesterar i Paris mot premiärminister Dominique de Villepin och hans regerings förslag om det så kallade förstaanställningskontraktet, som innebär att det ska bli lättare för arbetsgivare att avskeda anställda under 26 år. Förslaget är tänkt att göra det lättare och säkrare att anställa unga, men på grund av de kraftiga protesterna tvingas regeringen den 10 april dra tillbaka förslaget.

## Födda
- 1483 – Rafael, italiensk målare (född denna dag eller 6 april)
- 1515 – Teresa av Ávila, spansk nunna, mystiker och helgon
- 1592 – Johan Amos Comenius, tjeckisk pedagog, biskop och författare
- 1691 – Charles Emil Lewenhaupt den äldre, svensk general
- 1747 – Gustaf Murray, svensk teologi doktor och biskop i Västerås stift
- 1760 – Georg Adlersparre, svensk greve, kommendör, generalmajor, revolutionär, statsråd och författare, landshövding i Skaraborgs län 1810–1824
- 1800 – Axel Gabriel Bielke, svensk greve, kammarherre och konstvän
- 1820 – William Howard Russell, brittisk krigskorrespondent
- 1837 – Jacob H. Gallinger, kanadensisk-amerikansk politiker, senator för New Hampshire 1891–1918
- 1861 – Alfred B. Kittredge, amerikansk republikansk politiker, senator för South Dakota 1901–1909
- 1862 – Aristide Briand, fransk politiker, Frankrikes konseljpresident 1909–1911, 1913, 1915–1917, 1921–1922, 1925–1926 och 1929, utrikesminister 1915–1917, 1921–1922, 1925–1926 och 1926–1932, mottagare av Nobels fredspris 1926
- 1868 – Cuno Amiet, schweizisk målare
- 1880 – Aurore Palmgren, svensk skådespelare
- 1890 – Paul Whiteman, amerikansk orkesterledare
- 1892 – Corneille Heymans, belgisk fysiolog, mottagare av Nobelpriset i fysiologi eller medicin 1938
- 1895 – Christian Herter, amerikansk republikansk politiker, USA:s utrikesminister 1959–1961
- 1897 – Erik Nygren, svensk direktör och högerpartistisk riksdagspolitiker
- 1901 – Märtha, svensk prinsessa och norsk kronprinsessa
- 1902 – Flora Robson, brittisk skådespelare
- 1907 – Lúcia dos Santos, portugisisk karmelitnunna
- 1909 – Miff Görling, svensk kompositör, arrangör och jazzmusiker
- 1910 – Ingrid av Sverige, Danmarks drottning 1947–1972 (gift med Fredrik IX)
- 1915 – Jay Livingston, amerikansk filmmusikkompositör
- 1921 – Dirk Bogarde, brittisk skådespelare
- 1922 – Olle Länsberg, svensk författare, manusförfattare och sångtextförfattare
- 1923 – Thad Jones, amerikansk jazztrumpetare, kompositör och orkesterledare
- 1924
  - Freddie Bartholomew, brittisk skådespelare
  - Arne Söderberg, svensk dragspelare, musiklärare och kompositör
- 1926 – Ullacarin Rydén, svensk skådespelare
- 1927 – Marianne Fredriksson, svensk författare och journalist
- 1929 – Lenke Rothman, ungersk konstnär och författare
- 1930
  - Gun Arvidsson, svensk skådespelare, teaterregissör och teaterpedagog
  - Jerome I. Friedman, amerikansk fysiker, mottagare av Nobelpriset i fysik 1990
- 1935 – Margaretha Wästerstam, svensk skådespelare och tv-producent
- 1936
  - Mario Vargas Llosa, peruansk-spansk författare, mottagare av Nobelpriset i litteratur 2010
  - Zdeněk Svěrák, tjeckisk manusförfattare och skådespelare
- 1940 – Luis Cubilla, uruguayansk fotbollsspelare
- 1942 – Neil Kinnock, brittisk politiker, partiledare för Labour 1983–1992
- 1943 – Conchata Ferrell, amerikansk skådespelare
- 1946 – Alejandro Toledo, peruansk politiker, Perus president 2001–2006
- 1948 – Dianne Wiest, amerikansk skådespelare
- 1949 – Michael W. Young, amerikansk genetiker, mottagare av Nobelpriset i fysiologi eller medicin 2017
- 1950 – Roland Andersson, svensk fotbollsspelare och -tränare, kopia av Svenska Dagbladets guldmedalj 1979
- 1953
  - Melchior Ndadaye, burundisk politiker, Burundis president 1993
  - Nydia Velázquez, amerikansk demokratisk politiker, kongressledamot 1993–
- 1955 – Reba McEntire, amerikansk sångare och skådespelare
- 1957 – Jessica Zandén, svensk skådespelare
- 1958 – Elisabeth Andreassen, svensk-norsk sångare, musiker och låtskrivare
- 1962 – Joakim Lindengren, svensk serietecknare
- 1963
  - Nino Ananiasjvili, georgisk prima ballerina
  - Jan Masiel, polsk politiker
- 1972 – Keith Tkachuk, amerikansk ishockeyspelare
- 1975
  - Shanna Moakler, amerikansk fotomodell och skådespelare
  - Iván Helguera, spansk fotbollsspelare
- 1977 – Peter Ijeh, nigeriansk-svensk fotbollsspelare
- 1978 – Lina Hedlund, svensk sångare
- 1981 – Julia Stiles, amerikansk skådespelare
- 1984 – Viktor Banke, svensk advokat
- 1986 – Stefani Germanotta, amerikansk sångare med artistnamnet Lady Gaga
- 1990 – Mona Brorsson, svensk skidskytt, OS-guld i stafett 2022
- 1997 – Sebastian Samuelsson, svensk skidskytt, OS-guld 2018, VM-guld 2023

## Avlidna
- 193 – Publius Helvius Pertinax, 66, romersk kejsare sedan 1 januari detta år (mördad)
- 592 – Gunthchramn, omkring 64 eller 67, frankisk kung av Burgund sedan 561 och av Paris sedan 584
- 1241 – Valdemar Sejr, 70, kung av Danmark sedan 1202
- 1285 – Martin IV, omkring 75, påve sedan 1281
- 1801 – Ralph Abercromby, 66, brittisk general
- 1818 – Andreas Samuel Krebs, 49, norsk militär
- 1840 – Anton Friedrich Justus Thibaut, 68, tysk jurist
- 1855 – William S. Archer, 66, amerikansk politiker, senator för Virginia 1841–1847
- 1868 – James Brudenell, 70, brittisk general, mest känd för Lätta brigadens anfall 1854
- 1872 – Humphrey Marshall, 60, amerikansk diplomat, general och politiker, USA:s ambassadör i Kina 1852–1854
- 1881 – Modest Musorgskij, 42, rysk tonsättare
- 1892 – Domenico Tojetti, 85, italiensk-amerikansk målare
- 1900 – Vincent Benedetti, 82, fransk greve och diplomat
- 1926 – John T. Rich, 84, amerikansk republikansk politiker, guvernör i Michigan 1893–1897
- 1932 – Leslie M. Shaw, 83, amerikansk republikansk politiker, guvernör i Iowa 1898–1902, USA:s finansminister 1902–1907
- 1941 – Virginia Woolf, 59, brittisk författare och feminist
- 1943 – Sergej Rachmaninov, 69, rysk tonsättare, pianist och dirigent
- 1958 – W.C. Handy, 84, amerikansk blueskompositör
- 1969 – Dwight D. Eisenhower, 78, amerikansk militär och republikansk politiker, överbefälhavare för de allierade styrkorna i Europa 1944–1945, USA:s president 1953–1961
- 1974 – Arthur Crudup, 68, amerikansk bluesmusiker och låtskrivare
- 1975 – Birger Sahlberg, 87, svensk skådespelare
- 1982 – William Giauque, 86, amerikansk kemist, mottagare av Nobelpriset i kemi 1949
- 1985 – Marc Chagall, 97, rysk konstnär
- 1987 – Maria von Trapp, 82, österrikisk-amerikansk sångare och författare
- 1992 – Elisabeth Granneman, 61, norsk skådespelare
- 2004 – Peter Ustinov, 82, brittisk skådespelare
- 2006 – Caspar Weinberger, 88, amerikansk republikansk politiker, USA:s försvarsminister 1981–1987
- 2007 – Tony Scott, 85, amerikansk jazzklarinettist
- 2009 – Janet Jagan, 88, amerikansk-guyansk politiker, Guyanas premiärminister 1997 och president 1997–1999
- 2010 – June Havoc, 97, amerikansk skådespelare
- 2011 – Wenche Foss, 93, norsk skådespelare
- 2012
  - John Arden, 81, brittisk dramatiker
  - Earl Scruggs, 88, amerikansk musiker och banjospelare
- 2013
  - Richard Griffiths, 65, brittisk skådespelare
  - George E.P. Box, 93, brittisk statistiker
- 2014
  - Jeremiah Denton, 89, amerikansk konteramiral och republikansk politiker, senator för Alabama 1981–1987
  - Lorenzo Semple Jr., 91, amerikansk manusförfattare
- 2019 – Jon Skolmen, 78, norsk skådespelare och författare
- 2021 – Didier Ratsiraka, 84, president av Madagaskar 1975–1993 och 1997–2002
- 2023 – Margareta Strömstedt, 91, svensk författare, journalist och översättare